# Megachile subsericeicauda
Megachile subsericeicauda là một loài Hymenoptera trong họ Megachilidae. Loài này được Rayment mô tả khoa học năm 1939.